# Алењидис (Удине)
Алењидис (итал. Allegnidis) је насеље у Италији у округу Удине, региону Фурланија-Јулијска крајина.
Према процени из 2011. у насељу је живело 35 становника. Насеље се налази на надморској висини од 895 м.